# Vila Marim (Vila Real)
Vila Marim ist eine Gemeinde im Distrikt Vila Real im Norden Portugals mit 23,2 km² Fläche und 1517 Einwohnern (Stand 19. April 2021).

## Sehenswürdigkeiten
- Torre de Quintela
- Igreja Paroquial de Vila Marim